# 국가보훈문화예술협회
국가보훈문화예술협회는 국가유공자 예술인과 그 유자녀, 문화예술동호인 상호간의 유대와 화합을 바탕으로 민족의식과 애국정신을 드높이고 민족문화 예술 창조에 이바지할 목적으로 1998년 10월 30일 설립된 대한민국 문화체육관광부 소관의 사단법인이다. 사무실은 서울특별시 종로구 낙원동 94 태종빌딩 403호 (우: 110-320)에 있다.

## 주요 사업
- 독자적인 한국문화예술의 새로운 개발
- 민족문화예술의 해외홍보 및 보급
- 민족문화예술의 자료수집 및 발간
- 민족문화예술의 전시, 학술발표, 공모전전 개최
- 국가유공자 및 그 유자녀를 위한 복지사업
- 민족예술문화상 제정 및 시상 등